# رافائل ناتال
رافائل ناتال (انگلیسی: Rafael Natal؛ زادهٔ ۲۵ دسامبر ۱۹۸۲) ورزشکار هنرهای رزمی ترکیبی اهل برزیل است.